# Motoko Kumai
Motoko Kumai (くまい もとこ Kumai Motoko?) (8 de septiembre de 1970)es una seiyū japonesa. Ella es empleada de 81 Produce. Ella nació en Tokio, Japón y es de sangre tipo AB. Uno de sus hobbies es tocar el piano. Uno de sus roles más destacados es el de Syaoran Li en Cardcaptor Sakura y Takao Kinomiya en Beyblade.

## Roles interpretadoss
- Coffret en HeartCatch PreCure!.
- Tare Makimura en Amon: The Apocalypse of Devilman.
- Goyo Meteojorito en YAT Anshin! Uchū Ryokō.
- Syaoran Li en Cardcaptor Sakura.
- Toramizu Ginta en Marchen Awakens Romance.
- young Tamahome en Fushigi Yūgi.
- Hiroshi Mitarai (Dai-chan) en Pita Ten.
- Tetsuro en Akihabara Dennogumi.
- Papuwa en Papuwa (2003 version).
- Putrid en Wedding Peach.
- Sukamon en Digimon.
- Pacce en Final Fantasy X & Final Fantasy X-2.
- Hunther Steele en Spider Riders.
- Sumomo en Chobits.
- Homura Akai en Tokimeki Memorial 2 (Video game).
- Kaoru Koganei en Flame of Recca.
- Takao Kinomiya (Tyson Granger) en Beyblade ..
- Reycom en Konjiki no Gash Bell! (Zatch Bell!)
- Kukki en Gravion.
- Kukki en Gravion Zwei.
- Nataku en X/1999.
- Banba en Kuragehime.
- Obotchaman en la versión de Dr. Slump
- Chocolove McDonell en Shaman King